# Hans Knappertsbusch
Hans Knappertsbusch, né le 12 mars 1888 à Elberfeld et mort le 25 octobre 1965 à Munich, est un chef d'orchestre allemand.

## Biographie
Il étudie la philosophie à l'université de Bonn sous la pression de ses parents, opposés à son projet  de carrière de musicien. Il suit tout de même les cours du conservatoire de Cologne dès 1908, où il assiste le chef d'orchestre Emil Steinbach. Il débute comme Kapellmeister (maître de chapelle) au théâtre de Mülheim de 1910 à 1912, avant d'assister Siegfried Wagner à Bayreuth, puis de gravir les échelons du monde orchestral germano-autrichien (Leipzig, Munich, puis Vienne). De 1913 à 1918 il dirige l'opéra d'Elberfeld, sa ville natale, et participe parallèlement aux festivals Wagner qui ont lieu en 1913 et 1914 aux Pays-Bas.
Titulaire d'un doctorat de philosophie, le sujet de sa thèse portait sur Kundry, ce qui traduit d'ores et déjà son lien avec la musique wagnérienne.
Il déménage en 1918 à Leipzig, puis l'année suivante à Dessau où il est nommé directeur musical en 1920. 
Sa carrière lancée, Knappertsbusch est appelé à Munich en 1922 pour succéder à Bruno Walter  ; il dirigera au Staatsoper de Munich, pendant quatorze années. 
Pendant la période nazie, Knappertsbusch s'oppose aux autorités par son refus persistant de jouer le Horst-Wessel-Lied avant chaque concert, ainsi que cela était exigé. Le régime nazi,  lui refusant un visa pour diriger Parsifal à Londres en 1936, il démissionnera de Munich, et dirigera en Autriche, à l’Opéra de Vienne et au Philharmonique, même après l’Anschluss.
Après la guerre, en qualité de spécialiste de Richard Wagner, il se consacrera au Festival de Bayreuth en 1951-1952, puis de 1954 à 1965 ; sauf en 1953, quand Wieland Wagner invitera Clemens Krauss. Il fut le dernier chef d'orchestre à y conduire gratuitement.   
Hans Knappertsbusch est inhumé au cimetière de Bogenhausen, près de Munich.   

## Art de la direction et gestuelle du chef d'orchestre
Hans Knappertsbusch détestait les répétitions : il préférait travailler ses partitions chez lui et attendait des musiciens et des interprètes qu'ils soient prêts le jour de la représentation. De nos jours, l’attitude de Gergiev consistant à refuser de répéter avec l’orchestre, se rapproche de celle de Knappertsbusch. 
Son approche de la direction, vouant une extrême fidélité au texte et à la tradition, s'adaptait mal aux impératifs du disque, il en résultait que ses enregistrements en studio reflétaient le plus souvent assez mal la puissance de sa personnalité. 
Grâce à son charisme, la grande concentration qu'il dégageait et la lisibilité de ses gestes simples et expressifs, cette approche est généralement appréciée pour les opéras de Wagner, mais la même méthode appliquée aux symphonies d'Anton Bruckner a donné des résultats controversés.

## Enregistrements reconnus
La musique française étant exclue de son répertoire, l'ensemble repose principalement sur la musique allemande :  

### Beethoven
Admirable beethovénien, il a laissé des enregistrements des Symphonies no 2, no 3 dite « Héroïque », no 4, no 5, no 7 et no 8, et des Concertos pour piano et orchestre no 3, no 4 et no 5 dit « Empereur », ainsi que des Ouvertures de Léonore no 3 et de Coriolan, d'une grandeur de style et d'une puissance d'expression incomparables.  

### Wagner
Du fait de sa discographie pléthorique, il passe pour un grand-prêtre de Parsifal, qu'il dirigea treize ans à Bayreuth, mais il a aussi laissé plusieurs Rings complets, dont celui de 1958 est souvent considéré comme le meilleur. Son Parsifal, en 1951, après la reprise du festival de Bayreuth, est considéré comme l'un des meilleurs enregistrements de ce « festival scénique sacré », sans oublier d'autres aussi excellents, par exemple celui de 1962, publié par la maison d'édition Philips.  
Les enregistrements de Hans Knappertsbusch sont réputés pour leur lenteur particulière, et, de fait, des chanteurs comme Astrid Varnay éprouvaient parfois de la difficulté à s'adapter à sa rythmique personnelle. Cependant, on observe une accélération assez nette du tempo d'ensemble, par exemple entre le Parsifal de 1951 et celui de 1962.  
Bertrand Dermoncourt : "Immense Parsifal que celui de Knappertsbusch ! Vous ne trouverez nulle part ailleurs ce que vous trouverez ici, une vision aussi intensément habitée. L’enregistrement, capté en 1951 à l’occasion de la réouverture du Festival de Bayreuth, donne lieu à une atmosphère sans pareille. Une lente célébration a lieu, une méditation de quelque quatre heures trente, où Knappertsbusch érige une très haute cathédrale. Happée par la portée du drame, la battue révèle un mal-être permanent, des angoisses mortifiantes, des blessures inconsolables. La distribution a fait l’histoire".      

## liens externes
- Ressources relatives à la musique :   - International Music Score Library Project
  - Bayerisches Musiker-Lexikon Online
  - Discography of American Historical Recordings
  - Discogs
  - Grove Music Online
  - MusicBrainz
  - Muziekweb
  - Répertoire international des sources musicales
- Ressources relatives à l'audiovisuel :   - AllMovie
  - Filmportal
  - IMDb
- Ressources relatives aux beaux-arts :   - Académie des arts de Berlin
  - National Portrait Gallery
- Ressource relative à la recherche :   - Isidore
- Notices dans des dictionnaires ou encyclopédies généralistes :   - Britannica
  - Brockhaus
  - Den Store Danske Encyklopædi
  - Deutsche Biographie
  - Gran Enciclopèdia Catalana
  - Internetowa encyklopedia PWN
  - Nationalencyklopedin
  - Munzinger
  - Proleksis enciklopedija
  - Store norske leksikon
  - Treccani
  - Universalis
  - Visuotinė lietuvių enciklopedija
- Notices d'autorité :   - VIAF
  - ISNI
  - BnF (données)
  - IdRef
  - LCCN
  - GND
  - Japon
  - CiNii
  - Espagne
  - Belgique
  - Pays-Bas
  - Pologne
  - Israël
  - NUKAT
  - Catalogne
  - Suède
  - Tchéquie
  - Lettonie
  - WorldCat
- (de) Discographie